# 꽝!
《꽝!》(Whaam!)은 미국의 미술가 로이 리히텐슈타인의 1963년 작품이다. 팝 아트에서 가장 유명한 작품 중 하나이다. 캔버스에 마그나펜을 이용해 제작되었다. 1963년 뉴욕 레오 카스텔리 갤러리(Leo Castelli Gallery)에 최초 전시되었고, 1966년 테이트 갤러리에 팔려 2006년부터 테이트 모던에서 전시하고 있다. 그래서 디프티카(diptych) 형태로 2연판에 제작되어 있으며, 왼쪽 판에는 로켓을 발사하는 전투기가, 오른쪽 판에는 로켓을 맞고 격추되는 다른 전투기가 그려져 있다. 리히텐슈타인은 1962년 전쟁 만화책에 나온 이미지를 보고 영감을 얻어 이를 변형하여 작품화하였다.